# 查尔斯·阿尔弗雷德·贝尔
查尔斯·阿尔弗雷德·贝尔（Sir Charles Alfred Bell，1870年10月31日—1945年3月8日），生於印度的英國藏学家。

## 生平

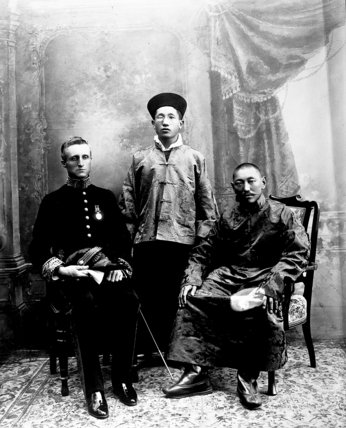
1910年，十三世达赖喇嘛（右）、贝尔（左）、锡金却嘉锡东祖古南嘉在英属印度加尔各答合影。

贝尔生于加尔各答。早年，他入温切斯特学院（Winchester College）。在成为印度公务员（ Indian Civil Service）后，他于1905年5月被任命为英國駐亞東商務委員，1908年被任命为英國駐锡金政治专员。他很快便成了锡金和不丹有影响力的政治家。
1910年，他認識了十三世达赖喇嘛，后者当时因川军入藏而被迫逃离西藏赴英属印度。他迅速同达赖喇嘛相熟，后来他撰写了十三世达赖喇嘛的传记Portrait of a Dalai Lama，於1946年出版。
1913年，他参加了西姆拉会议。在会议之前，他在江孜会见了藏方代表夏扎·班觉多吉，并劝他把所有有关中国和西藏的关系以及西藏声索被中国占领的各地区的文件都带上。在西姆拉会议期间，英方任命贝尔为西藏助理，任命阿奇博尔德·罗斯为中国助理。
他曾任英国负责不丹、锡金、西藏的政治专员（Political Officer）數次。
1919年，他辞去了英国驻锡金政治专员一职，此后专心从事研究。但是1920年，他又被伦敦方面派赴西藏拉萨当特使。
在1920年游历了西藏并访问了拉萨后，他退休赴牛津大学，在这里他写下了一系列有关西藏历史、文化及宗教的书籍。他在西藏拍摄的一些照片如今由牛津大学的皮特·里弗斯博物馆收藏。其中部分照片同约翰·克劳德·怀特等的摄影作品发表于1997年出版的图书Tibet: Caught in Time。
贝尔在中国及满洲活动期间，曾住在北京数年的阿旺旺杰担任其翻译。
他於1905年同时出版《英藏口语词典》與介绍藏语口语语法的《藏语口语手册》（Manual of Colloquial Tibetan）。
1945年3月8日，贝尔在加拿大维多利亚逝世。

## 著作

### 中譯本
- 查尔斯·贝尔著. . 冯其友等合译. 西藏社會科學院西藏學漢文文獻編輯室. 1985年.

### 英文
- Manual of Colloquial Tibetan. Calcutta: Baptist Mission Press, 1905. (Part II, English-Tibetan vocabulary; later editions 1919 and 1939)
- Portrait of a Dalai Lama: the Life and Times of the Great Thirteenth by Charles Alfred Bell, Sir Charles Bell, Publisher: Wisdom Publications (MA), January 1987, ISBN 978-0-86171-055-3 (first published as Portrait of the Dalai Lama: London: Collins, 1946).
- Tibet: Past and Present. Oxford: Clarendon Press, 1924
- The People of Tibet. Oxford: Clarendon Press, 1928
- The Religion of Tibet. Oxford: Clarendon Press, 1931